# Rajon Samara
Der Rajon Samara (ukrainisch Самарський район Samarskyj rajon; russisch Самарский район Samarski rajon) ist einer von acht Verwaltungsbezirken (Rajone) der Stadt Dnipro, des Oblastzentrums der Oblast Dnipropetrowsk in der Ukraine.
Der Stadtrajon liegt im südwestlichen Teil der Stadt auf dem linken Dneprufer und hat 77.092 Einwohner (2008)  und eine Fläche von etwa 66,83 km².
Der Name leitet sich vom Fluss Samara ab, der an dieser Stelle in den Dnepr mündet. Der Rajon wurde am 6. April 1977 gegründet.

## Bevölkerungsentwicklung
| 1979   | 1989   | 2001   | 2008   |
| ------ | ------ | ------ | ------ |
| 73.006 | 89.961 | 80.157 | 77.092 |

Quelle 